# Skai
Skai is een merknaam voor het kunstleer van de Duitse firma Konrad Hornschuch AG, dat in 1958 op de markt kwam. Het merk verwaterde in de loop der jaren tot de soortnaam "skai" en werd synoniem voor kunstleer. Als zodanig is het opgenomen in het Duitse woordenboek Duden en in de Van Dale.
Tegenwoordig staat skai® (zonder hoofdletter) als merknaam niet alleen voor kunstleer, maar voor een gamma van kunststoffoliën en -bedekkingen voor meubels, ramen en deuren, binnenbekleding van auto's enz.

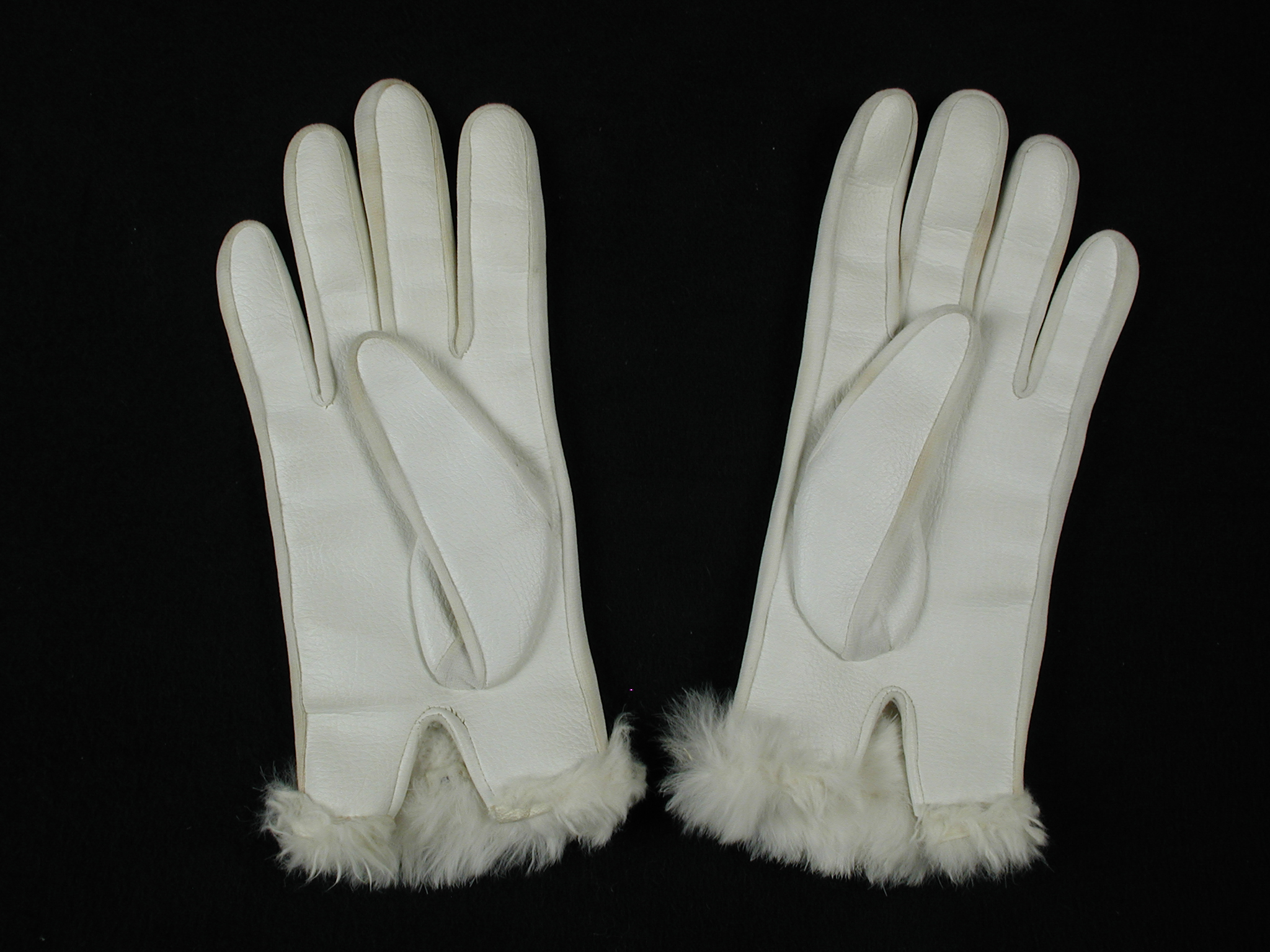
Paar korte dameshandschoenen van wit skai met synthetisch tricot en witte bontrand langs de entree